# Артемьева, Елена Юрьевна
Еле́на Ю́рьевна Арте́мьева (22 мая 1940 — 9 декабря 1987) — советский психолог, основательница психологии субъективной семантики, доктор психологических наук.

## Биография
Родилась 22 мая 1940 года в Москве. Окончила механико-математический факультет МГУ в 1963 году.
В студенческие годы участвовала в работе научного семинара по применению вероятностных методов в биологии. В психологии начинала с задач нейропсихологии (учителями были А. Р. Лурия и Е. Д. Хомская). Впоследствии её интересы сосредоточились на проблемах психологии субъективной семантики.
Впоследствии работала на кафедре нейро- и патопсихологии факультета психологии МГУ. В 1965 году под руководством Е. Д. Хомской защитила кандидатскую диссертацию по психологии.
В 1980 г. вышла в свет её монография «Психология субъективной семантики».

Позже её интерес смещается к психологии сознания, образа мира, субъективного опыта. Маленькая книжка «Психология субъективной семантики», вышедшая в свет в 1980 году, знаменовала не только новый поворот интересов Е. Ю. Артемьевой, но и новую теоретическую и экспериментальную линию развития психологии субъективной реальности.
— Д. А. Леонтьев, «Психология субъективной семантики и её основатель»

В 1987 году защитила докторскую диссертацию. Являлась научным руководителем выдающихся отечественных психологов, таких как Петухов В. В., Тхостов А. Ш., Серкин В. П., Шмелёв А. Г.

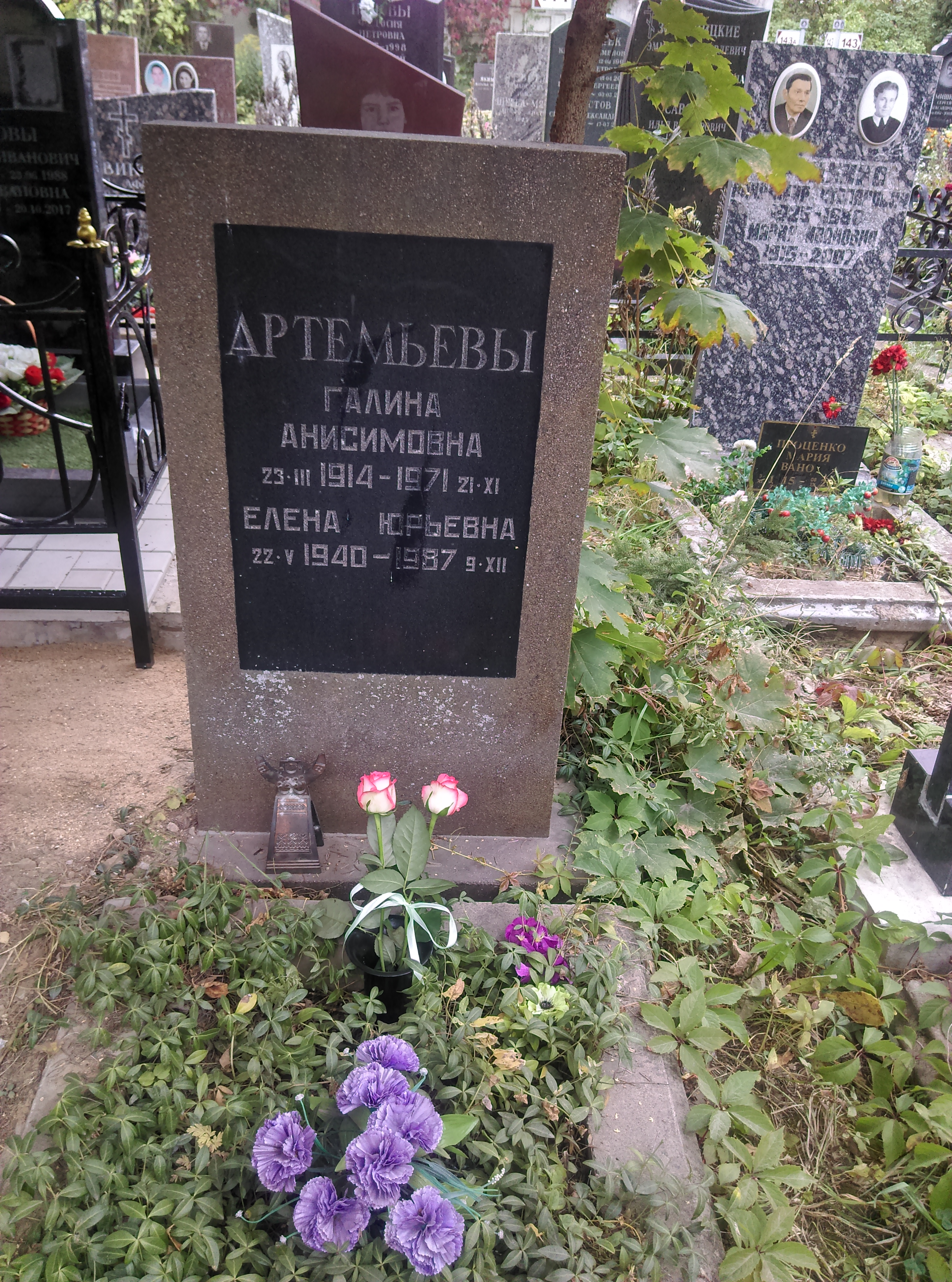
Памятник Е. Ю. Артемьевой на Хованском кладбище

Е. Ю. Артемьева внесла важный вклад в решение одной из фундаментальных задач современной психологии — в построение модели-концепции субъективной семантики, связывающей практику взаимодействия человека с предметной действительностью (и являющейся образующей образа мира). Построенное в работе целостное представление о генезе, функционировании и актуализации следов деятельности, регулирующих структурную презентацию мира субъектом и влияющих на все формы поведения человека, актуально для дальнейшего изучения как проблем активности, пристрастности и творческого характера восприятия, речеведческих проблем, так и прикладных аспектов педагогической, медицинской, социальной психологии и психологии труда. Обратившись к экспериментальной реальности непосредственного контакта с объектами мира, Е. Ю. Артемьева ввела понимание смысла как следа деятельности и основанные на этом понятия модальной субъективной семантики и психологии субъективной семантики.
Е. Ю. Артемьева многие годы вела большую учебно-педагогическую работу: читала курс применения математических методов в психологии, вела семинарские занятия, читала специальные курсы. Под её руководством были подготовлены и защищены 14 кандидатских диссертаций и более ста дипломных работ. Елена Юрьевна постоянно принимала активное участие в общественной жизни факультета: была председателем совета молодых ученых, неоднократно избиралась членом партийного бюро факультета, заместителем секретаря партбюро, заместителем председателя группы народного контроля. Много работала с научной молодежью, несмотря на тяжелое заболевание, до последних дней жизни руководила написанием учебных работ студентов и аспирантов.

Может быть, наибольшее удивление у многих вызывала невероятная работоспособность Елены Юрьевны — даже в мучительном 1987 году. Только давалась эта работоспособность все с большим трудом, становясь непосильной. В апреле 1987 г. она пишет: «Вот умру или с ума сойду — и даже не удивлюсь этому. Тонет мой кораблик, густо переполненный пассажирами». Она перечисляет всех приходивших к ней сегодня за помощью со своими делами и после 12 человек сбивается со счета.
— Ю. К. Корнилов, Ярославский государственный университет // Психология субъективной семантики в фундаментальных и прикладных исследованиях. Материалы научной конференции, 2000 г., Москва - с.141
После смерти Артемьевой Елены Юрьевны проводились научные конференции по психологии субъективной семантики, посвященные её дню рождения
Похоронена на Хованском Центральном кладбище.

## Избранные труды
- Артемьева Е. Ю. Психология субъективной семантики. — М.: Издательство МГУ, 1980. (1-е издание) М. ЛКИ, 2007 (2-е издание). — 136 с. — ISBN 978-5-382-00332-0
- Артемьева Е. Ю. Основы психологии субъективной семантики. — М. : Наука : Смысл, 1999. — 350 с. (Фундаментальная психология : ФП).; ISBN 5-02-008287-2 (Наука)
- Артемьева Е. Ю. Сборник задач по теории вероятностей и математической статистике для психологов. — М. Издательство Московского университета. 1969 г. — 92 с.
- Артемьева Е. Ю., Мартынов Е. М. Вероятностные методы в психологии. — М.: Издательство МГУ 1975. — 208 с.
- Артемьева Е. Ю. Психология субъективной семантики. Автореферат диссертации на соискание ученой степени доктора психологических наук. — М., 1987

### Избранные статьи
- Артемьева Е. Ю. Психофизические измерения, как модели перцептивных процессов // Материалы IV Всесоюзного съезда Общества психологов СССР. Тбилиси. 1971. — с.123
- Артемьева Е. Ю. Об использовании упорядоченных списков естественных операций для описания структуры мыслительных процессов // Мышление и общение. Материалы Всесоюзного симпозиума. Алма-Ата. 1973. — с.12-13
- Артемьева Е. Ю. О некоторых проблемах использования математических методов в психологии // Психология и математика. М. «Наука». 1976. — с.163-181
- Артемьева Е. Ю. Об описании структуры перцептивного опыта // Вестник МГУ, серия 14, Психология. 1977. № 2. — с.12-18
- Артемьева Е. Ю., Назарова Л. С. Об изучении перцептивных универсалий // Психолингвистические исследования. в.7 М. МГУ. 1977. — с.3-10
- Артемьева Е. Ю., Назарова Л. С. Об экспериментальном изучении образных структур // Тезисы докладов Республиканской конференции молодых ученых и специалистов. Душанбе. 1977. — с.73
- Артемьева Е. Ю., Баймишева М. Ш. Об операционной и содержательной структуре процесса осознания // Бессознательное. т. II. Тбилиси. «Мецниереба». 1978. — с.331-340
- Артемьева Е. Ю. О некоторых подходах к описанию содержательной структуры деятельности в связи с задачами «искусственного интеллекта» // Психологические исследования интеллектуальной деятельности. М. МГУ. 1979. — с.167-174
- Артемьева Е. Ю., Шипицына А. П. О единстве проявления особенностей операциональных и образных структур в познавательной деятельности субъекта // Исследование познавательной деятельности субъекта. Алма-Ата. 1979. — с.3-8
- Артемьева Е. Ю., Баймишева М. Ш., Носоновская Г. М. Об использовании методик описания структуры субъективного опыта в клинике локальных поражений мозга // Исследование познавательной деятельности. Алма-Ата. 1979. — с.41-48
- Артемьева Е. Ю., Урунтаева Г. А. Изучение особенностей семантизации как инструмент исследования личности // Личность в системе коллективных отношений. Тезисы докладов Всесоюзной конференции в г. Курске 20-22 мая 1980. — с.19-20
- Артемьева Е. Ю., Бондаренко О. Р. Об индивидуально-типологических особенностях оперирования визуальными стимулами // Проблемы мышления в производственной деятельности. Ярославль. Изд-во ЯрГУ. 1980. — c.83-89.
- Артемьева Е. Ю., Назарова Л. С. О некоторых онтогенетических особенностях субъективной картины мира // Психологические проблемы рационализации деятельности. Ярославль. Изд-во ЯрГУ. 1981. — с.83-87.
- Артемьева Е. Ю., Назарова Л.С, Носоновская Г. М. Латеральные феномены выполнения теста называния изображений больными с локальными поражениями мозга / / Тезисы научных сообщений советских психологов к ХШ Международному психологическому конгрессу. Часть II. М. 1981. — c.239-241.
- Артемьева Е. Ю. Семантические и мыслительные корреляты успешности профессиональной деятельности дизайнера // Мышление и общение в профессиональной деятельности. Ярославль, Изд-во ЯрГУ. 1981. — с.50-57.
- Артемьева Е. Ю. Взаимопроекции разномодальных семантик // Тезисы VII Всесоюзного симпозиума по психолингвистике и теории коммуникаций. М. 1982. — с.88-89.
- Артемьева Е. Ю., Назарова Л. С. Нейропсихологические аспекты проблемы восприятия формы // А. Р. Лурия и современная нейропсихология. М. МГУ. 1982. — с.131-137.
- Артемьева Е. Ю., Урунтаева Г. А. О возможности определения групповых различий посредством описания семантических пространств и перцептивных универсалий. Депонированная рукопись. Информкультура. № 372 от 07.02.1983. — с.28.
- Артемьева Е. Ю., Урунтаева Г. А. Семантические методики исследования творчества. Депонированная рукопись. Информкультура. № 379 от 07.02.1983. — с.32.
- Артемьева Е. Ю., Стрелков Ю. К., Серкин В. П. Описание структур субъективного опыта: контекст и задачи // Мышление, общение, опыт. Ярославль. Изд-во ЯрГУ. 1983. — с.99-108.
- Артемьева Е. Ю., Урунтаева Г. А. Изучение структур субъективного опыта в условиях неопределенных инструкций // Мышление, общение, опыт. Ярославль. Изд-во ЯрГУ. 1983. — с.108-118.
- Артемьева Е. Ю. На пути к математической психологии: парадигмальные модели // Психологическая наука и общественная практика. Тезисы сообщений к VI Всесоюзному съезду Общества психологов СССР. ч. II. М. 1983. — с.271-278.
- Артемьева Е. Ю., Древаль А. В., Ханина И. Б. Образная репрезентация как элемент обучающего общения // Вопросы повышения эффективности обучения и воспитания студентов в медицинском ВУЗе. М. Изд-во I МоЛМИ им. И. М. Сеченова. 1983. — с.113-118.
- Артемьева Е. Ю., Сорокина Т. И. Рефлексия ситуаций разной субъективной сложности // Мышление и общение в конкретных видах практической деятельности. Тезисы докладов и сообщений Всесоюзной межвузовской конференции «Мышление и общение в производственной деятельности» Ярославль. 1984. — с.4-6.
- Артемьева Е. Ю., Ханина И. Б. Обучение профессии как перестройка составляющих субъективного опыта // Мышление и общение в конкретных видах практической деятельности. Тезисы докладов и сообщений Всесоюзной межвузовской конференции «Мышление и общение в производственной деятельности» . Ярославль. 1984. — с.68.
- Артемьева Е. Ю., Серкин В. П. Оценка субъективного переживания времени как инженерно-психологическая методика / / Проблемы инженерной психологии. Тезисы VI Всесоюзной конференции по инженерной психологии. Л. 1984. — с.9-10
- Артемьева Е. Ю. Семантическая оценка привлекательности интерьера // Дизайн знаковых систем. Труды ВНИИТЭ. серия Эргономика, в.27. 1984. — с.95-108.
- Артемьева Е. Ю., Лучко Л. Н., Стрелков Ю. К. Методика изучения трудовых действий // Вопросы психологии. 1984. № 5. — с.149 — 152.
- Артемьева Е. Ю., Вяткин Ю. Г., Серкин В. П. Субъективная семантика и когнитивный стиль // Когнитивный стиль. Таллин. 1986. — с.201 — 204.
- Артемьева Е. Ю., Стрелков Ю. К. Следы эмоций в структуре субъективного опыта // Эмоционально-волевая регуляция поведения и деятельности: Тезисы II Всесоюз. семинара молодых ученых. М., 1986.- c.24
- Артемьева Е. Ю., Вяткин Ю. Г. Психосемантические методы описания профессии // Вопросы психологии. 1986. № 3. — с. I27-I33.
- Артемьева Е. Ю., Иванова О. И. Семантические измерения групповой сплоченности в условиях совместной деятельности // Актуальные проблемы социальной психологии. Тезисы научных сообщений Всесоюзного симпозиума по социальной психологии. Кострома. 1986. ч. IV. — с.б
- Артемьева Е. Ю., Ковалев Г. А., Семилет Н. В. Изображение как инструмент измерения межличностных отношений // Вопросы психологии. 1988. — № 6. — с. 120—126